# Pachnobia tecta
Pachnobia tecta är en fjärilsart som beskrevs av Jacob Hübner 1808. Pachnobia tecta ingår i släktet Pachnobia och familjen nattflyn. Inga underarter finns listade i Catalogue of Life.